# 62e Primetime Emmy Awards
De 62e Primetime Emmy Awards, waarbij prijzen werden uitgereikt in verschillende categorieën voor de beste Amerikaanse televisieprogramma's die in primetime werden uitgezonden tussen 1 juni 2009 en 31 mei 2010, vond plaats op 29 augustus 2010 in het Nokia Theatre in Hollywood, Californië. De ceremonie werd gepresenteerd door Jimmy Fallon.

## Winnaars en nominaties - televisieprogramma's
(De winnaars staan bovenaan in vet lettertype.)

#### Dramaserie
(Outstanding Drama Series)
- Mad Men (AMC)
  - Breaking Bad (AMC)
  - Dexter (Showtime)
  - Lost (ABC)
  - The Good Wife (CBS)
  - True Blood (HBO)

#### Komische serie
(Outstanding Comedy Series)
- Modern Family (ABC) 
  - 30 Rock (NBC)
  - The Office (NBC)
  - Curb Your Enthusiasm (HBO)
  - Glee (FOX)
  - Nurse Jackie (Showtime)

#### Miniserie
(Outstanding Mini Series)
- The Pacific (HBO)
  - Return to Cranford (PBS)

#### Televisiefilm
(Outstanding Made for Television Movie)
- Temple Grandin (HBO)
  - Endgame (PBS)
  - Georgia O’Keeffe (Lifetime)
  - Moon Shot (History)
  - The Special Relationship (HBO)
  - You Don't Know Jack (HBO)

#### Varieté-, Muziek- of komische show
(Outstanding Variety, Music or Comedy Series)
- The Daily Show with Jon Stewart (Comedy Central)
  - The Colbert Report (Comedy Central)
  - The Tonight Show with Conan O'Brien (NBC)
  - Real Time with Bill Maher (HBO)
  - Saturday Night Live (NBC)

#### Varieté-, Muziek- of komische special
(Outstanding Variety, Music or Comedy Special)
- Kennedy Center Honors (CBS)
  - But I'm Not Wrong (HBO)
  - Hope for Haiti Now: A Global Benefit for Earthquake Relief (MTV)
  - Robin Williams: Weapons Of Self Destruction (HBO)
  - The 25th Anniversary Rock And Roll Hall Of Fame Concert (HBO)
  - Wanda Sykes: I'ma Be Me (HBO)

#### Reality competitie
(Outstanding Reality-Competition Program)
- Top Chef (Bravo)
  - The Amazing Race (CBS)
  - American Idol (FOX)
  - Dancing with the Stars (ABC)
  - Project Runway (Lifetime)

#### Reality
(Outstanding Reality Programm)
- Jamie Oliver's Food Revolution (ABC)
  - Antiques Roadshow (PBS)
  - Dirty Jobs (Discovery Channel)
  - Kathy Griffin: My Life on the D-List (Bravo)
  - MythBusters (Discovery Channel)
  - Undercover Boss (CBS)

#### Presentator van een reality of reality competitie programma
(Outstanding Host for a Reality or Reality-Competition Program)
- Jeff Probst - Survivor (CBS)
  - Tom Bergeron - Dancing with the Stars (ABC)
  - Phil Keoghan - The Amazing Race (CBS)
  - Heidi Klum - Project Runway (Lifetime)
  - Ryan Seacrest - American Idol (Fox)

#### Korte animatie
(Outstanding Animated Program (for Programming Less Than One Hour))
- Prep & Landing (ABC)
  -  Alien Earths (National Geograpic Channel)
  -  The Ricky Gervais Show (HBO)
  -  The Simpsons (FOX)
  -  South Park (Comedy Central)

#### Jeugdprogramma
(Outstanding Children's Program)
- Wizards of Waverly Place: The Movie (Disney Channel)
  -  iCarly (Nickelodeon)
  -  Hannah Montana (Disney Channel)
  -  Jonas L.A. (Disney Channel)
  -  Wizards of Waverly Place (Disney Channel)

## Winnaars en nominaties - acteurs

### Hoofdrollen

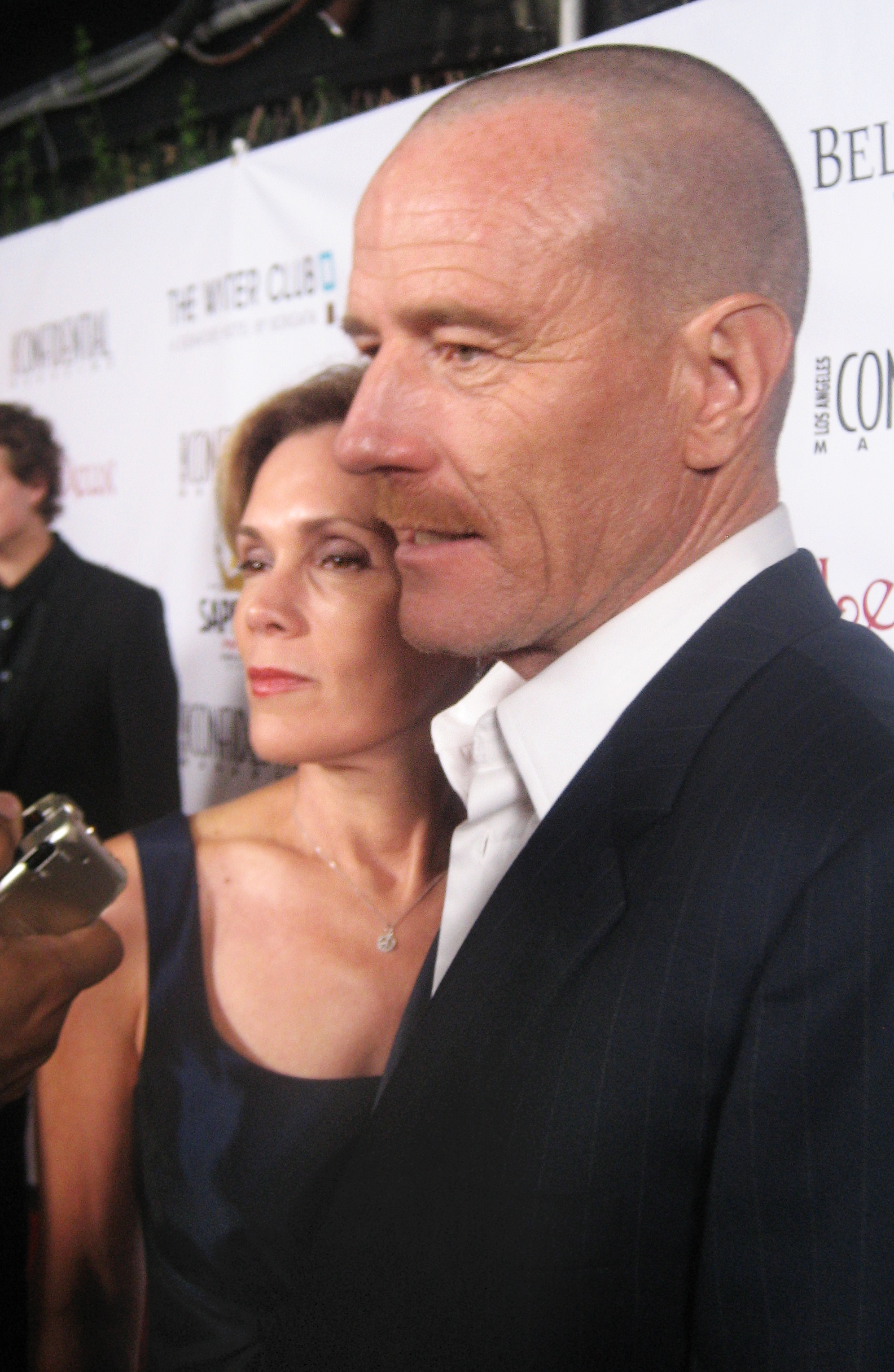
Bryan Cranston (Breaking Bad), winnaar mannelijke hoofdrol in een dramaserie

#### Mannelijke hoofdrol in een dramaserie
(Outstanding Lead Actor in a Drama Series)
- Bryan Cranston als Walter White in Breaking Bad (AMC)
  - Kyle Chandler als Eric Taylor in Friday Night Lights (The 101 Network/NBC)
  - Matthew Fox als Jack Shepard in Lost (ABC)
  - Michael C. Hall als Dexter Morgan in Dexter (Showtime)
  - Jon Hamm als Don Draper in Mad Men (AMC)
  - Hugh Laurie als Gregory House in House (FOX)

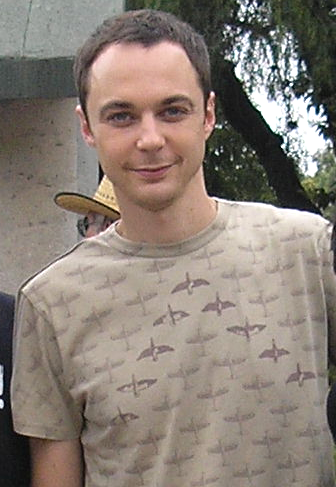
Jim Parsons (The Big Bang Theory), winnaar mannelijke hoofdrol in een komische serie

#### Mannelijke hoofdrol in een komische serie
(Outstanding Lead Actor in a Comedy Series)
- Jim Parsons als Sheldon Cooper in The Big Bang Theory (CBS)
  - Alec Baldwin als Jack Donaghy in 30 Rock (NBC)
  - Steve Carell als Michael Scott in The Office (NBC)
  - Larry David als Larry David in Curb Your Enthusiasm (HBO)
  - Matthew Morrison als Will Schuester in Glee (FOX)
  - Tony Shalhoub als Adrian Monk in Monk (USA)

#### Mannelijke hoofdrol in een miniserie of televisiefilm
(Outstanding Lead Actor in a Miniseries or Movie)
- Al Pacino als Dr. Jack Kevorkian in You Don't Know Jack (HBO)
  - Jeff Bridges als Jon Katz in A Dog Year (HBO)
  - Dennis Quaid als Bill Clinton in The Special Relationship (HBO)
  - Michael Sheen als Tony Blair in The Special Relationship (HBO)
  - Ian McKellen als Two in The Prisoner (AMC)

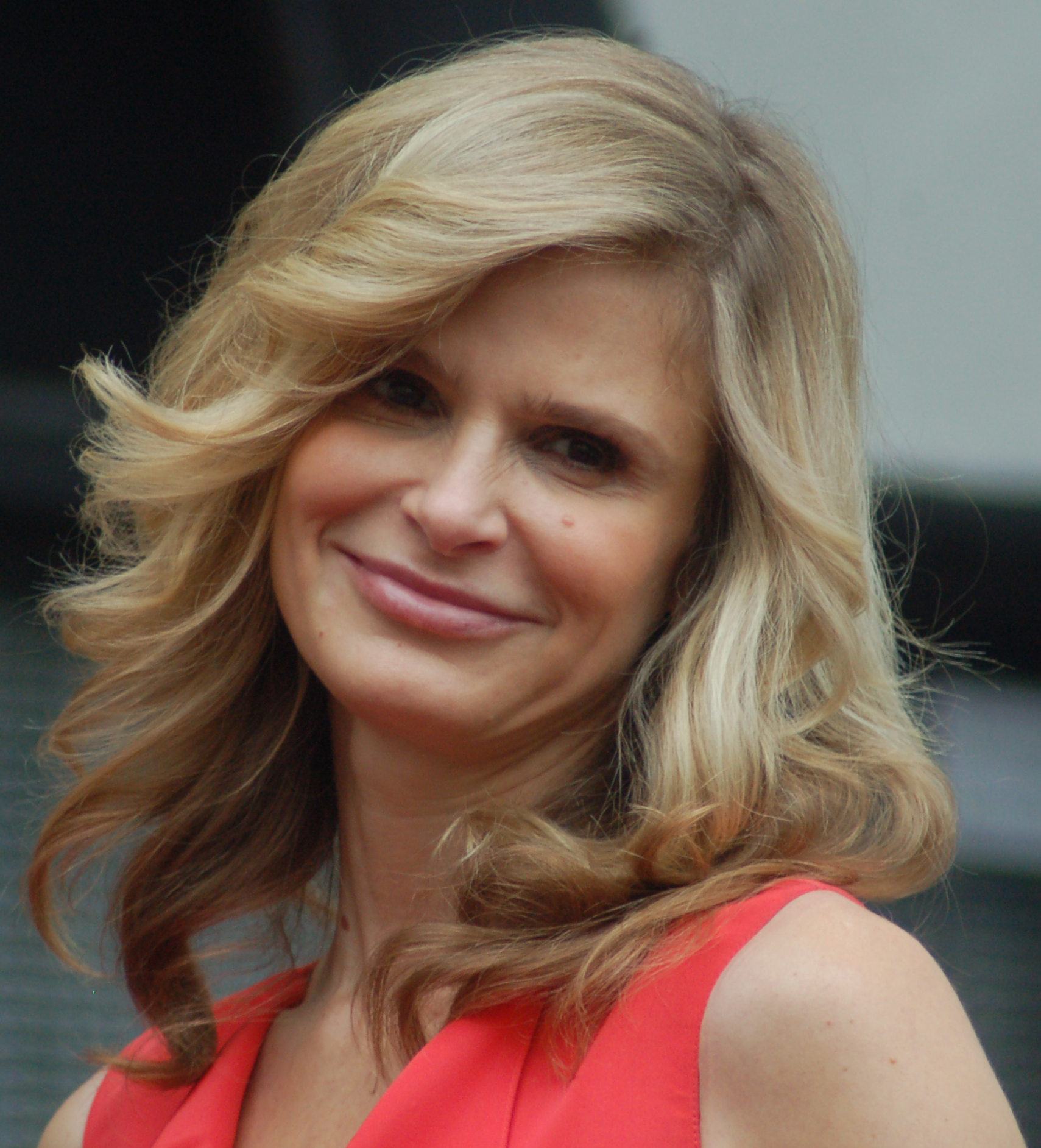
Kyra Sedgwick (The Closer), winnaar vrouwelijke hoofdrol in een dramaserie

#### Vrouwelijke hoofdrol in een dramaserie
(Outstanding Lead Actress in a Drama Series)
- Kyra Sedgwick als Brenda Leigh Johnson in The Closer (TNT)
  - Glenn Close als „Patty“ Hewes in Damages (FX)
  - Connie Britton als Tami Taylor in Friday Night Lights (The 101 Network/NBC)
  - Mariska Hargitay als Olivia Benson in Law & Order: Special Victims Unit (NBC)
  - January Jones als Betty Draper in Mad Men (AMC)
  - Julianna Margulies als Alicia Florrick in The Good Wife (CBS)

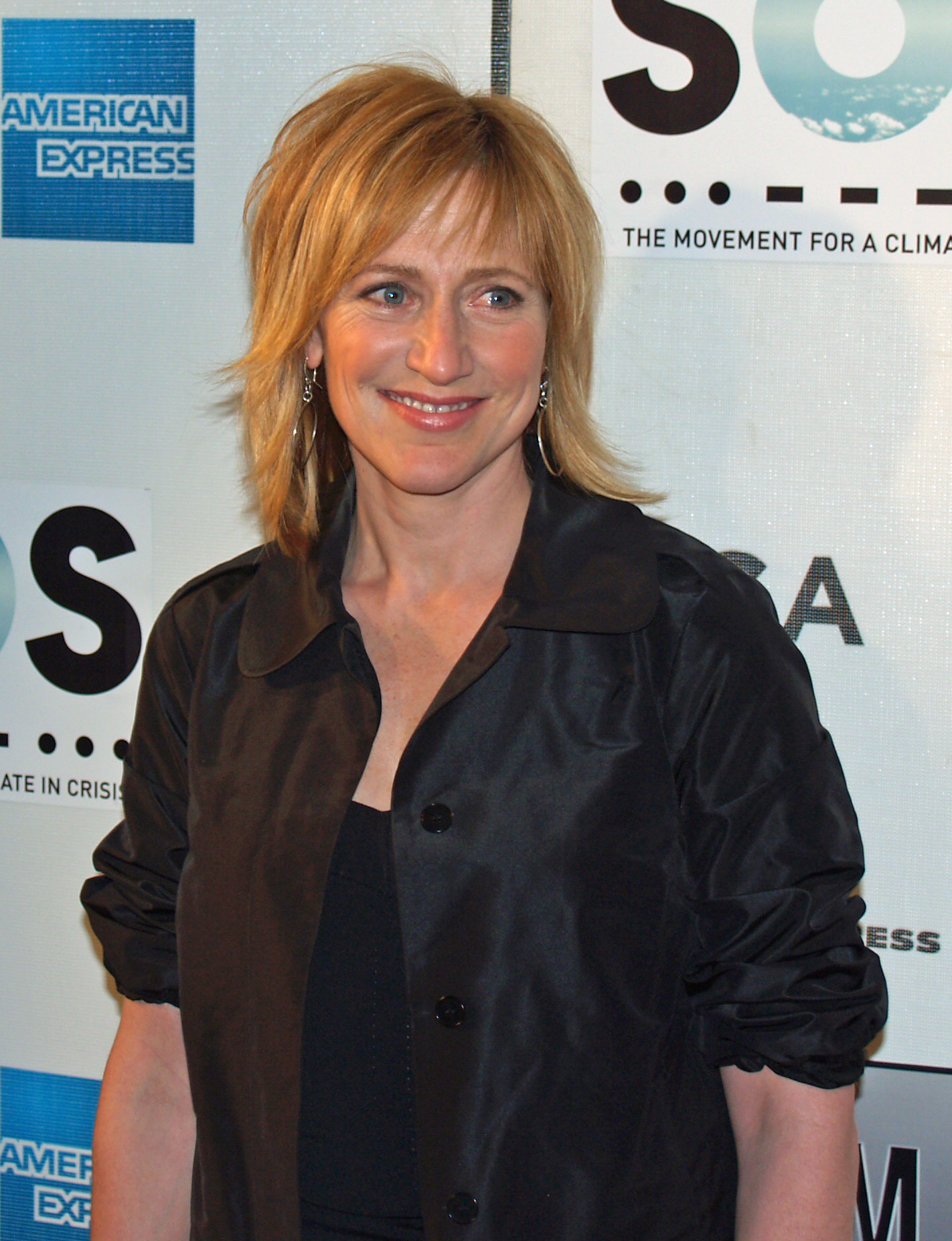
Edie Falco (Nurse Jackie), winnaar vrouwelijke hoofdrol in een komische serie

#### Vrouwelijke hoofdrol in een komische serie
(Outstanding Lead Actress in a Comedy Series)
- Edie Falco als Jacky Peyton in Nurse Jackie (Showtime)
  - Toni Collette als Tara Gregson in United States of Tara (Showtime)
  - Tina Fey als Liz Lemon in 30 Rock (NBC)
  - Julia Louis-Dreyfus als Christine Campbell in The New Adventures of Old Christine (CBS)
  - Lea Michele als Rachel Berry in Glee (FOX)
  - Amy Poehler als Leslie Knope in Parks and Recreation (NBC)

#### Vrouwelijke hoofdrol in een miniserie of televisiefilm
(Outstanding Lead Actress in a Miniseries or a Movie)
- Claire Danes als Temple Grandin in Temple Grandin (HBO)
  - Joan Allen als Georgia O’Keeffe in Georgia O’Keeffe (Lifetime)
  - Hope Davis als Hillary Clinton in The Special Relationship (HBO)
  - Judi Dench als Miss Matty in Return to Cranford (PBS)
  - Maggie Smith als Mary Gilbert in Capturing Mary (HBO)

### Bijrollen

#### Mannelijke bijrol in een dramaserie
(Outstanding Supporting Actor in a Drama Series)
- Aaron Paul als Jesse Pinkman in Breaking Bad (AMC)
  - Andre Braugher als Owen in Men of a Certain Age (TNT)
  - Michael Emerson als Benjamin Linus in Lost (ABC)
  - Terry O'Quinn als John Locke/The Man in Black in Lost (ABC)
  - Martin Short als Leonard Winstone in Damages (FX)
  - John Slattery als Roger Sterling in Mad Men (AMC)

#### Mannelijke bijrol in een komische serie
(Outstanding Supporting Actor in a Comedy Series)
- Eric Stonestreet als Cameron Tucker in Modern Family (ABC)
  - Ty Burrell als Phil Dunphy in Modern Family (ABC)
  - Chris Colfer als Kurt Hummel in Glee (FOX)
  - Jon Cryer als Alan Harper in Two and a Half Men (CBS)
  - Jesse Tyler Ferguson als Mitchell Pritchett in Modern Family (ABC)
  - Neil Patrick Harris als Barney Stinson in How I Met Your Mother (CBS)

#### Mannelijke bijrol in een miniserie of televisiefilm
(Outstanding Supporting Actor in a Miniseries or Movie)
- David Strathairn als Dr. Carlock in Temple Grandin (HBO)
  - Michael Gambon als Mr. Woodhouse in Emma (PBS)
  - John Goodman als Neal Nichol in You Don’t Know Jack (HBO)
  - Jonathan Pryce als Mr. Buxton in Return to Cranford (PBS)
  - Patrick Stewart als Ghost/Hamlet in Hamlet (PBS)

#### Vrouwelijke bijrol in een dramaserie
(Outstanding Supporting Actress in a Drama Series)
- Archie Panjabi als Kalinda Sharma in The Good Wife (CBS)
  - Christine Baranski als Diane Lockhart in The Good Wife (CBS)
  - Rose Byrne als Ellen Parsons in Damages (FX)
  - Sharon Gless als Madeline Westen in Burn Notice (USA)
  - Christina Hendricks als Joan Harris in Mad Men (AMC)
  - Elisabeth Moss als Peggy Olsen in Mad Men (AMC)

#### Vrouwelijke bijrol in een komische serie
(Outstanding Supporting Actress in a Comedy Series)
- Jane Lynch als Sue Sylvester in Glee (FOX)
  - Julie Bowen als Claire Dunphy  in Modern Family (ABC)
  - Jane Krakowski als Jenna Maroney in 30 Rock (NBC)
  - Holland Taylor als Evelyn Harper in Two and a Half Men (CBS)
  - Sofía Vergara als Gloria Delgado-Pritchett in Modern Family (ABC)
  - Kristen Wiig met verschillende rollen in Saturday Night Live (NBC)

#### Vrouwelijke bijrol in een miniserie of televisiefilm
(Outstanding Supporting Actress in a Miniseries or Movie)
- Julia Ormond als Eustacia Grandin in Temple Grandin (HBO)
  - Kathy Bates als Queen of Hearts in Alice (Syfy)
  - Catherine O'Hara als Aunt Ann in Temple Grandin (HBO)
  - Susan Sarandon als Janet Good in You Don't Know Jack (HBO)
  - Brenda Vaccaro als Margo Janus in You Don't Know Jack (HBO)

### Gastrollen

#### Mannelijke gastrol in een dramaserie
(Outstanding Guest Actor in a Drama Series)
- John Lithgow als Arthur Mitchell in Dexter (Episode: "Road Kill") (Showtime)
  - Dylan Baker als Colin Sweeney in The Good Wife (Episode: "Bad") (CBS)
  - Beau Bridges als George Andrews in The Closer (Episode: "Make Over") (TNT)
  - Alan Cumming als Eli Gold in The Good Wife (Episode: "Fleas") (CBS)
  - Ted Danson als Arthur Forbisher in Damages (Episode: "The Next One's Gonna Go In Your Throat") (FX)
  - Gregory Itzin als President Charles Logan in 24 (Episode: "1.00pm-2.00pm") (Fox)
  - Robert Morse als Bertram Cooper in Mad Men (Episode: "Shut The Door. Have A Seat 1.") (AMC)

#### Mannelijke gastrol in een komische serie
(Outstanding Guest Actor in a Comedy Series)
- Neil Patrick Harris als Bryan Ryan in Glee (Episode: "Dream On") (FOX)
  - Will Arnett Devon Banks in 30 Rock (Episode: "Into the Crevasse") (NBC)
  - Jon Hamm als Dr. Drew Baird in 30 Rock (Episode: "Emmanuelle Goes to Dinosaur Land") (NBC)
  - Mike O'Malley als Burt Hummel in Glee (Episode: "Wheels") (FOX)
  - Eli Wallach als Bernard Zimberg in Nurse Jackie (Episode: "Chicken Soup") (Showtime)
  - Fred Willard als Frank Dunphy in Modern Family (Episode: "Travels with Scout") (ABC)

#### Vrouwelijke gastrol in een dramaserie
(Outstanding Guest Actress in a Drama Series)
- Ann-Margret als Rita Wills in Law & Order: Special Victims Unit (Episode: "Bestime") (NBC)
  - Shirley Jones als Lola Zellman in The Cleaner (Episode: "Does Everybody Have A Drink") (A&E)
  - Elizabeth Mitchell als Juliet Burke in Lost (Episode: "The End") (ABC)
  - Mary Kay Place als Adaleen Grant  in Big Love (Episode: "The Might And The Strong") (HBO)
  - Sissy Spacek als Marilyn Densham in Big Love (Episode: "End Of Days") (HBO)
  - Lily Tomlin als Marilyn Tobin in Damages (Episode: "Your Secrets Are Safe") (FX)

#### Vrouwelijke gastrol in een komische serie
(Outstanding Guest Actress in a Comedy Series)
- Betty White als host in Saturday Night Live (NBC)
  - Christine Baranski als Beverly Hofstadter in The Big Bang Theory (Episode: „The Maternal Congruence“) (CBS)
  - Kristin Chenoweth als April Rhodes in Glee (Episode: „The Rhodes Not Taken“) (FOX)
  - Tina Fey als Host in Saturday Night Live (NBC)
  - Kathryn Joosten als Karen McCluskey in Desperate Housewives (Episode: „The Chase“) (ABC)
  - Jane Lynch als Dr. Linda Freeman in Two and a Half Men (CBS)
  - Elaine Stritch als Colleen Donaghy in 30 Rock (Episode: „The Moms“) (NBC)